# 高层大气研究卫星
高层大气研究卫星（英語：Upper Atmosphere Research Satellite，縮寫：UARS）是一颗探测地球大气尤其是臭氧层的科学探测卫星。这颗5900千克重的卫星是在1991年9月由发现号航天飞机的STS-48任务带入太空的，并在1991年9月15日到达距地面高度为600公里的运行轨道，其轨道倾角为57度。
UARS原来设定的任务期限只是3年。但是直至2005年6月，即卫星发射后的第14年，UARS搭载的10个仪器中仍然有6个可以正常使用。小布什政府减少对地球科学组织的资金预算，但科学界对地球臭氧层耗损的关注却在持续增加，这也使得是否应该让UARS退役成为争论的焦点。2005年UARS正式退役，12月初，卫星钝化进入配置轨道。2010年10月26日，国际空间站的轨道在和UARS交合时曾经做过一次碎片回避操作。
UARS预计将在美国东部时间2011年9月23日下午或傍晚（即UTC+8时区2011年9月24日凌晨）坠落到地球表面。后美国航天局称该卫星于格林尼治时间24日3时23分至5时9分（北京时间24日11时23分至13时9分）之间经由太平洋上空进入大气层坠落至地球表面，具体落点不明确。

## 仪器

### 化学研究

#### 低温管柱阵列基准光谱仪（CLAES）
低温管柱阵列基准光谱仪（Cryogenic Limb Array Etalon Spectrometer，CLAES）是一个测定氮和氯化合物，臭氧，水蒸气和甲烷的浓度和分布的光谱仪。它通过测量每种气体独特的红外特征来推断对应气体在大气中的含量。
为了从背景辐射中分辨出大气微量气体相对稀薄的特征，CLAES拥有较高的分辨率和灵敏度。为了实现这个目标，CLAES上装有一个红外光谱望远镜。整个仪器处于低温冷却中，以防止仪器发出的热量干扰读数。CLAES的低温系统由一个装有-257°C（-430°F）固态氖的内胆和-150°C（-238°F）固态二氧化碳的外罐组成。由于氖和二氧化碳会升华变为气体，计划中它们将能在19个月内保持仪器处于低温冷却状态。1993年5月5日，冷却剂全部用尽，仪器升温，CLAES因此报废。
CLAES位于卫星平台的侧面，可以彻底调查平流层和中间层的情况。CLAES建立了一个19个月的全球数据库，显示平流层中臭氧层气体的垂直分布和随日期、季节、纬度、经度变化的请况。
看着仪器侧身UARS的平台，让仪器通过平流层和中间层的下部看。克拉斯生产19个月的全球数据库，显示出重要的臭氧层的气体的垂直分布在平流层中，并与日，季节，纬度，经度和时间的变化。

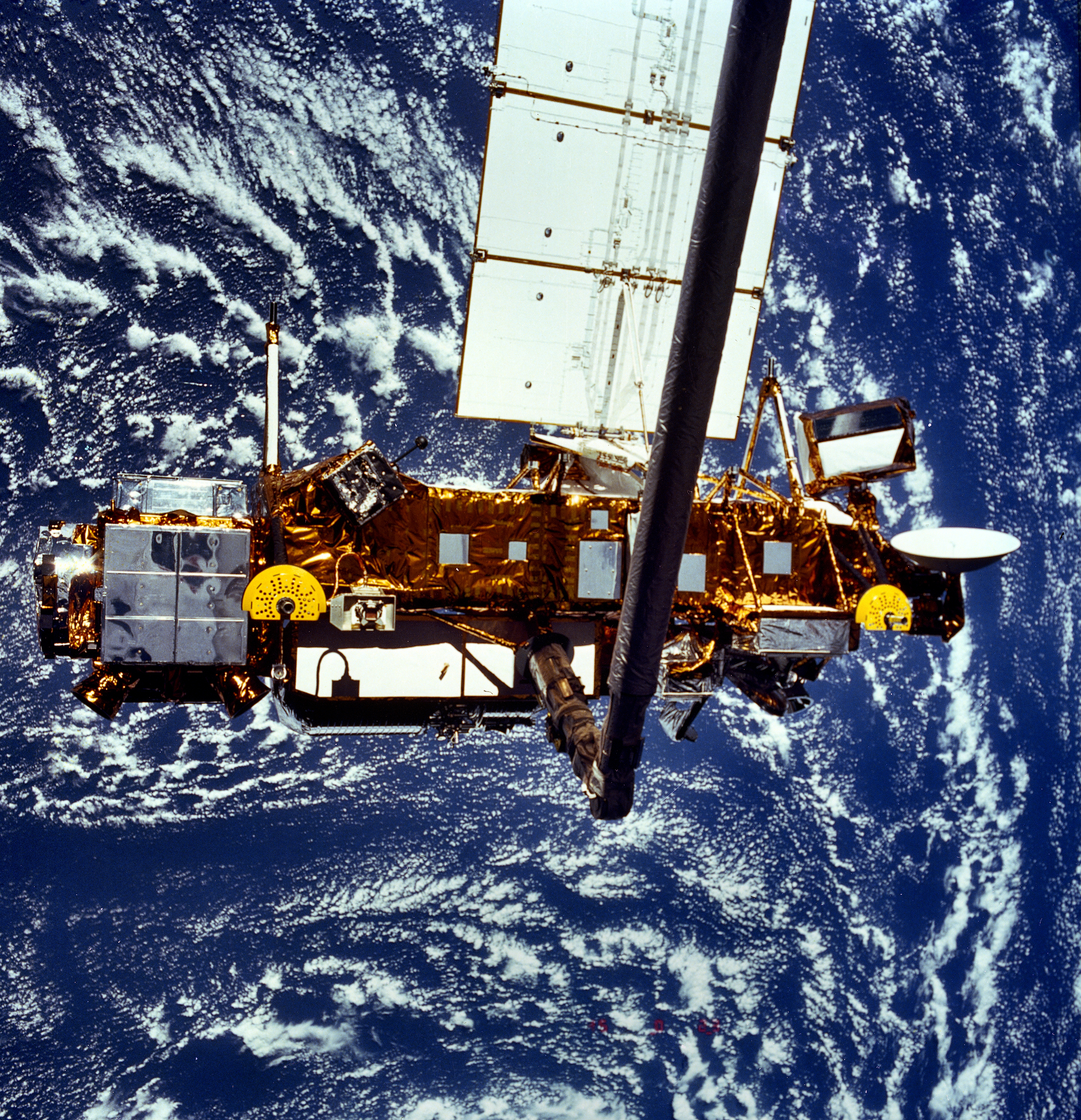
发现号航天飞机释放出UARS

#### 平流层和中间层改进型探测器（ISAMS）
平流层和中间层改进型探测器（Improved Stratospheric and Mesospheric Sounder，ISAMS）装在UARS的两边，是一个测量地球边缘（从UARS看过去的地平线）热辐射的红外辐射计。它使用压力调制技术，以获得高光谱分辨率。此外，创新的斯特林循环冷却器系统，可实现仪器高灵敏度。ISAMS使用7个不同的气体池来探测6种不同的气体：二氧化碳（2倍）、一氧化碳、甲烷、氧化亚氮、二氧化氮和水。二氧化碳气体池也可以用来测量臭氧，硝酸和五氧化二氮。
ISAMS的具体目标是：
- 获得从对流层顶到中间层顶具有良好的精度和空间分辨率大气温度的压力函数测量值，并因此研究对应区域的结构和动态变化；
- 调查大气中层中的水汽分布和变化，以确定其在大气环流的作用，以及它们的源头和降落的请况；
- 测量氮氧化物的全球分布，并因此调查它们的起源以及它们在控制平流层中臭氧层的臭氧量催化循环的作用。

此外，ISAMS还为中层大气中的火山气溶胶和极地平流层云情况提供广泛的参考资料。这个仪器的使用时间为1991年9月至1992年7月。

#### 微波临边探测器（MLS）

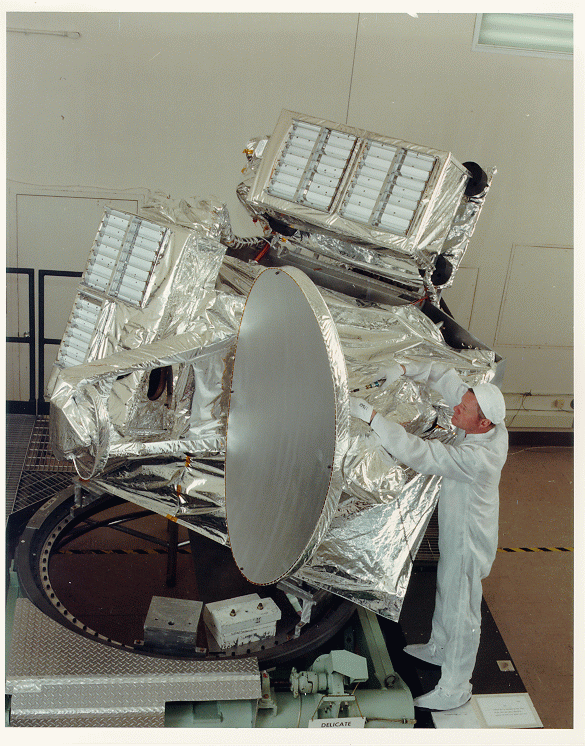
装载入高层大气研究卫星前的微波临边探测器

微波临边探测器（Microwave Limb Sounder，MLS）检测地球边缘的自然产生的微波热排放，以建立一个大气气体，温度，压力和冰云的垂直剖面。它装载在和卫星的轨道垂直的位置。
MLS通过三镜天线系统探测热辐射。天线每65.5秒对地球边缘的垂直平面机械扫描一次。扫描涵盖的范围为从表面到高度为90公里之间的空间。热辐射信号进入仪器后，被分成三个信号被不同的辐射计进行处理。其中63-GHz辐射计测量温度和压力，183-GHz辐射计测量水蒸气和臭氧，而205-GHz辐射计测量氧化氯、臭氧、二氧化硫、硝酸和水蒸汽。
到2005年6月，63-GHz辐射计和205-GHz辐射计还可以运作，而183-GHz辐射计则在运作19个月后报废。

#### 卤素掩星实验（HALOE）
卤素掩星实验（Halogen Occultation Experiment，HALOE）是一个可以掩盖太阳光线同时测量臭氧、氯化氢、氟化氢、甲烷、水蒸气、一氧化氮、二氧化氮等气体和温度的垂直廓线和气溶胶的消光系数的仪器。它可以从八个不同红外波段测量地球边缘垂直分辨率1.6公里的广泛区域。
HALOE在追踪并掩盖太阳的过程中同时进行大气的垂直扫描。扫描测量大气中的气体吸收太阳能量的情况。为了支持这种功能，仪器由两部分组成。一部分是在两轴平衡环的光学系统，包含一个可以收集太阳能和探测气体的望远镜。另一部分是一个固定的电子装置，用于数据处理、仪器控制和电源控制。

### 动力学

#### 高分辨率多普勒成像仪（HRDI）
高分辨率多普勒成像仪（High Resolution Doppler Imager，HRDI）观测地球边缘方向的氧分子吸收线（平流层）和辐射（中层和低热层）的情况，根据谱线的多普勒漂移确定水平风速，并使用线型和线强获取温度和大气成分的信息。
HRDI由两部分组成：望远镜以及包括光学台和支持电子设备的干涉仪组成。这个仪器从1991年11月一直运行到2005年4月。

#### 风成像干涉仪（WINDII）
风成像干涉仪（Wind Imaging Interferometer，WINDII）测量从大气光到极光范围内的风、温度和辐射率情况。仪器观测两个方向，分别位于卫星速度矢量方位的45度和135度，使得仪器在前一次观测后不久就会再次观测相同地区的天空。
WINDII由一个装有CCD相机的干涉仪组成。两台望远镜（45度和135度）都拥有一米长的挡板管，以减少在白天观测时的散射光。两台望远镜的输入端并排排列在CCD相机上，使得观测到的图像可以同时成像。

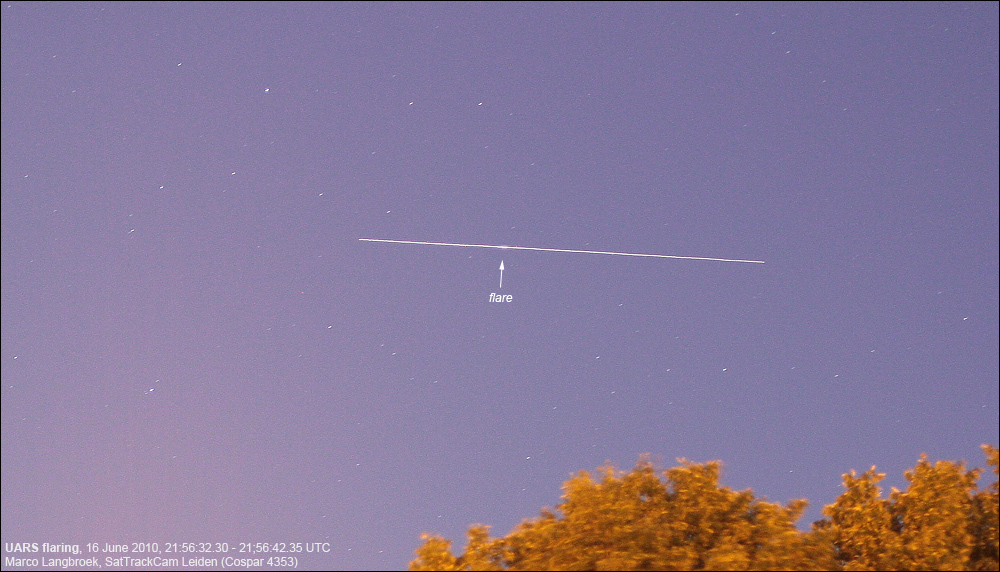
2010年6月16日拍摄的UARS闪光照片（M. Langbroek拍摄）

### 能量探测

#### 太阳紫外光谱辐照度监测仪（SUSIM）
太阳紫外光谱辐照度监测仪（Solar Ultraviolet Spectral Irradiance Monitor，SUSIM）测量太阳紫外线的排放量。仪器通过保持真空和大气对太阳的遮挡起作用。这个仪器可以用于比较到达大气层外的紫外线和到达地面的紫外线数量的不同。
由于高能量的紫外线对SUSIM的损耗非常大，为了解决这个问题，仪器包含两个相同的光谱仪。一个在卫星轨道被处于白天时持续使用，另外一个则是不经常使用，仅用于验证第一个光谱仪的敏感性。

#### 太阳—恒星比较实验仪（SOLSTICE）
太阳—恒星比较实验仪（Solar Stellar Irradiance Comparison Experiment，SOLSTICE）是一个测量太阳辐射的仪器。它使用一种新颖的方法，不是通过内部参考灯作为参考标准灯进行校准，而是通过定期观测一些明亮的蓝色恒星作为参考标准来检测仪器状态。这种方法理论上在卫星的寿命范围内具有非常稳定的测量精度。仪器的输入端狭缝分为太阳模式或恒星模式，以适应观测目标（太阳和亮恒星）之间巨大的亮度差异。除恒星外，SOLSTICE偶尔测量其他目标天体，包括月球和太阳系中的其他天体。

#### 主动腔辐射计辐射强度监测仪二代（ACRIM2）

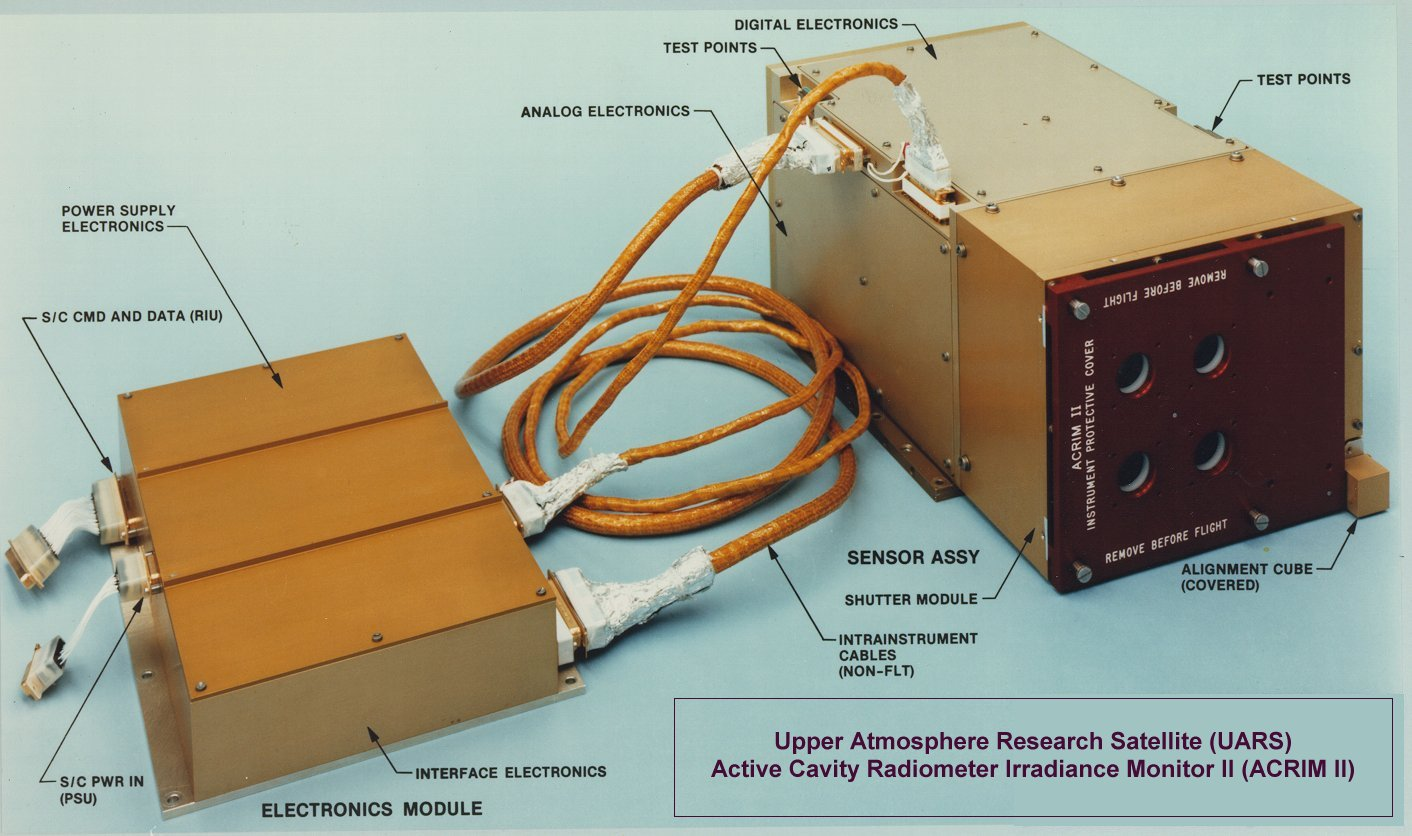
主动腔辐射计辐射强度监测仪二代

主动腔辐射计辐射强度监测仪二代（Active Cavity Radiometer Irradiance Monitor II，ACRIM2）测量太阳总辐照度，到达地球的总太阳辐射能量，并继续完成太阳极限任务卫星（Solar Maximum Mission，SMM）搭载的主动腔辐射计辐射强度监测仪一代（ACRIM1）实验从1980年开始的气候变化资料库。ACRIM1实验首次发现太阳总辐照度的变化以及它与太阳磁活动现象变化的内在关系.。ACRIM实验从2分钟的间断观测到持续二十年的观测都证实太阳总辐照度每时每刻都在变化。准确了解太阳总辐照度随时间变化的情况，是了解气候变化必不可少的前提。最近的研究结果发现，太阳总辐照度的变化在工业时代后全球变暖的作用比之前全球循环模型（GCM）预测的作用更高（高50%）。社会和经济的发展要求更深刻地了解自然和人类活动对气候变化的贡献和作用，这就使得太阳总辐照度数据库成为气候变化研究的一个重要组成部分，在可预见的未来中必须持续监测。而UARS/ACRIM2实验是提供长期太阳总辐照度数据库的重要组成部分。

## 退役和坠落

### 轨道下降
高层大气研究卫星在2005年退役，并在12月初卫星进行系统钝化，轨道下降至配置轨道。

### 坠落
2011年9月7日，美国航空航天局（NASA）宣布UARS即将失控坠落地球，并指出可能会对公众造成小规模的危险。美国东部时间2011年9月22日21:30，UARS的轨道已经下降到离地面175公里至185公里之间。预计将在美国东部时间9月23日下午或傍晚坠落到地球表面。虽然卫星的大部分都会在大气层中烧毁，但仍有一些碎片可能会到达地球表面。预计可能有26块碎片会撞击地球表面，其中最大的一块重量估计有158.3公斤，撞击地面时的速度可能高达每秒44米。其他相对小的部分撞击地面的速度可能达到每秒107米。
互联网上有一些加拿大网民消息称有疑似卫星殘骸划过天空墜落於加拿大，但加國警方对此否認表示此消息不实，未在相应地点发现任何残骸。
美国NASA轨道残骸负责人尼古拉斯·约翰逊表示：“报废的高层大气研究卫星残骸或永远也找不到”。

## 延伸阅读
- Goddard Space Flight Center.  (PDF). NASA: 4–1–4-63. 1987  [22 September 2011]. （原始内容 (.PDF)存档于2012-04-02）.